# Semoviente

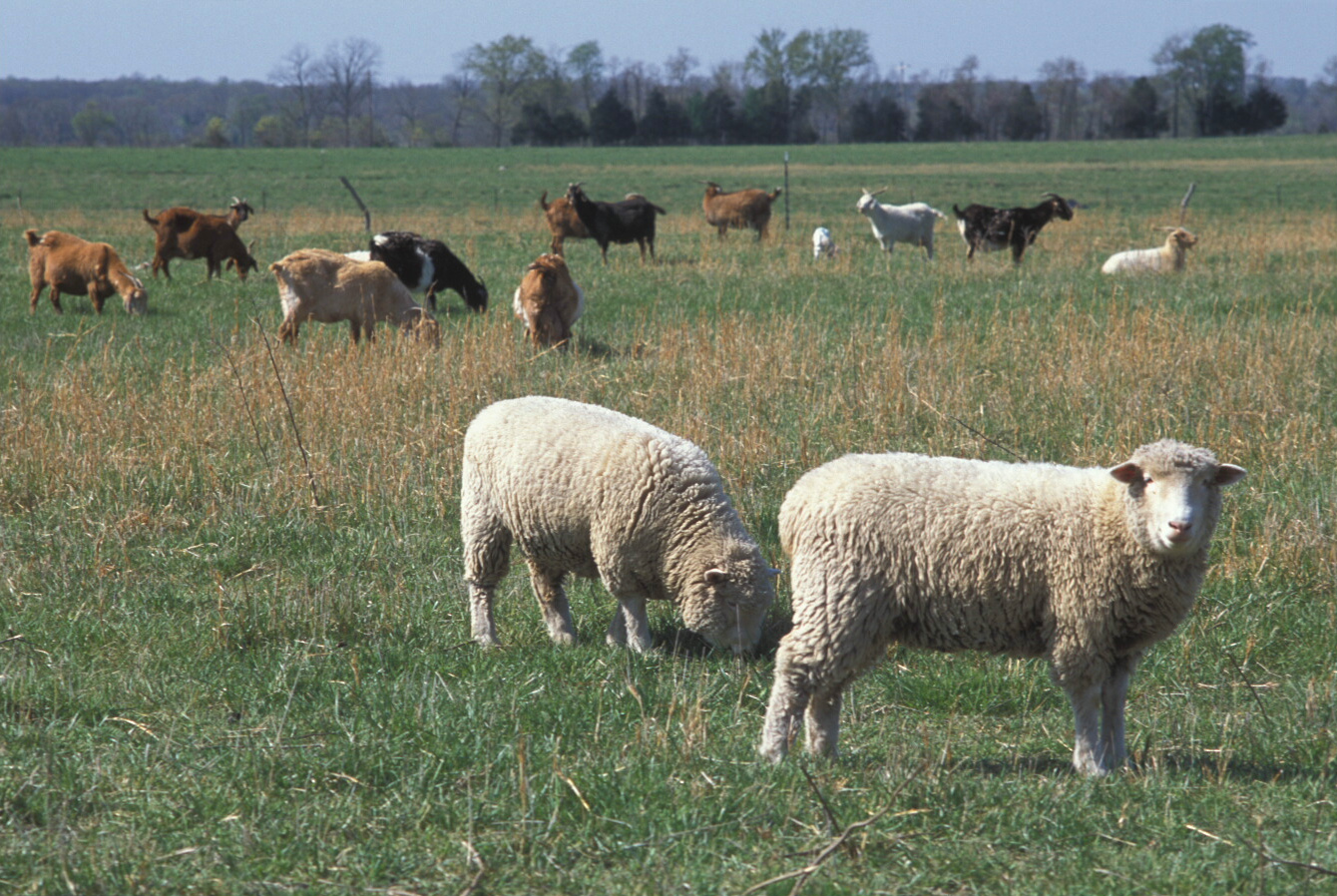
Animales domésticos, bienes semovientes del propietario del rebaño.

Semoviente es un término jurídico que se refiere a aquella parte del patrimonio del sujeto del derecho, o un componente del mismo, que es capaz de moverse por sí solo. La condición de semovientes la representan los animales en producción económica, en definitiva las cabezas de ganado. Tradicionalmente, también integraban esta categoría los animales de labor: caballos, burros, mulos, etc.
Su clasificación per se en el ámbito de las cosas, desde la órbita jurídica, no se consideran ni bienes muebles ni inmuebles ya que pertenecen a la categoría especial ya mencionada (véase el artículo 335 del Código Civil español). Otros ordenamientos los asimilan a bienes muebles (por ejemplo Chile, según el art. 567 del C. Civil chileno).

## Regulación por países

### Venezuela
En el Código Civil de Venezuela, lo relativo a la adquisición mediante la ocupación, el art. 610; sobre recuperación y reclamación, el art, 612; sobre posesión, el art. 465. En el contrato de compraventa cuyo objeto consista en animales, ver el art. 1494 en materia de nulidad por enfermedad y el art. 1497 en cuestión de responsabilidad del vendedor, y para resolver cuestiones de vicios ocultos ver arts. 1491 y 1496. El derecho real de uso, cuando recae sobre el ganado o los animales, cfr. art. 426 del citado Código Civil.